# ファイ・ファラモエ
ファイ・ファラモエ（Fai Falamoe、男性、1972年8月30日 - ）は、ニュージーランドの元ボクサー。オークランド出身。ICHIGEKI ACADEMYのヘッドコーチ。レイ・セフォーの従兄弟である。

## 来歴
ヘビー級でニュージーランド・ナショナルチームのメンバーとしてアトランタオリンピックに参加。その後、ニコラス・ペタスに誘われ極真会館専属トレーナーになる。
主にレイ・セフォー、グラウベ・フェイトーザ、フランシスコ・フィリォ、曙など、著名なファイターたちのセコンドを務める。
また自らも全日本キックボクシング連盟のリングでの試合経験があり、総合格闘技大会HERO'Sでは中尾芳広に一本負け。
現役引退後の現在では、第二、第三のフィリォ、フェイトーザを生み出すべく、後進の指導に当たっている。

## 戦績

### 総合格闘技
| 総合格闘技 戦績 | 総合格闘技 戦績 | 総合格闘技 戦績 | 総合格闘技 戦績 | 総合格闘技 戦績 | 総合格闘技 戦績 | 総合格闘技 戦績 |
| --------------- | --------------- | --------------- | --------------- | --------------- | --------------- | --------------- |
| 1 試合          | (T)KO           | 一本            | 判定            | その他          | 引き分け        | 無効試合        |
| 0 勝            | 0               | 0               | 0               | 0               | 0               | 0               |
| 1 敗            | 0               | 1               | 0               | 0               | 0               | 0               |

| 勝敗 | 対戦相手 | 試合結果                 | 大会名                                                 | 開催年月日   |
| ×    | 中尾芳広 | 1R 2:35 腕ひしぎ十字固め | HERO'S 2005 ミドル級世界最強王者決定トーナメント準決勝 | 2005年9月7日 |

### キックボクシング
| 勝敗 | 対戦相手 | 試合結果   | 大会名                                 | 開催年月日    |
| ○    | 窪田豊彦 | 1R 0:59 KO | 全日本キックボクシング連盟「HOT SHOT」 | 2001年8月10日 |